# Morvilliers (Eure-et-Loir)
Morvilliers ist eine französische Gemeinde mit 127 Einwohnern (Stand: 1. Januar 2022) im Département Eure-et-Loir in der Region Centre-Val de Loire; sie gehört zum Arrondissement Dreux und zum Kanton Saint-Lubin-des-Joncherets. Die Einwohner werden Morvilliersiens genannt.

## Geographie
Morvilliers liegt etwa 50 Kilometer nordwestlich von Chartres am Flüsschen Lamblore. Umgeben wird Morvilliers von den Nachbargemeinden Boissy-lès-Perche im Westen und Norden, Beauche im Nordosten, La Mancelière im Osten, La Puisaye im Süden sowie Lamblore im Süden und Südwesten.

## Bevölkerungsentwicklung
| Jahr                       | 1962 | 1968 | 1975 | 1982 | 1990 | 1999 | 2006 | 2020 |
| Einwohner                  | 143  | 107  | 105  | 90   | 104  | 129  | 130  | 136  |
| Quellen: Cassini und INSEE |      |      |      |      |      |      |      |      |

## Sehenswürdigkeiten
- Kirche Saint-Denis aus dem 12. Jahrhundert

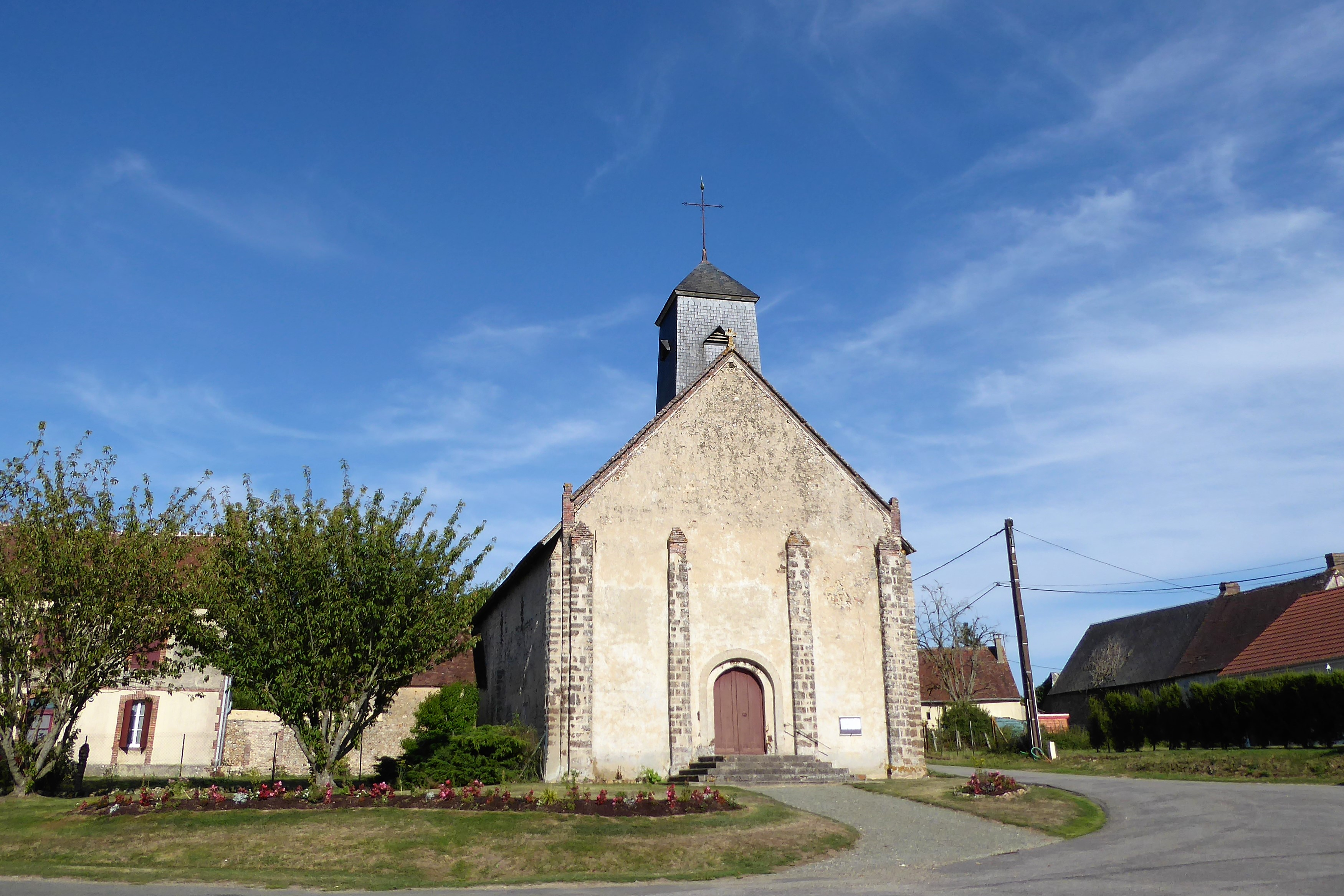
Kirche Saint-Denis